# بسيدوشزارا أتلانتس
بسيدوشزارا أتلانتس هو نوع من الفراشات من عائلة حورائيات. وهذا النوع مستوطن في المغرب. وهو يطير في المنحدرات الصخرية القاحلة، تم العثور على الذكر فقط في مساحات كبيرة مجدولة وقمم جبل جرداء، بينما تتجول الأنثى على المنحدرات، للبحث عن الأزهار أو الزعتر أو وضع بيضها.